# Recopa Sul-Americana de 1997
A Recopa Sul-Americana de 1997 foi a oitava edição do torneio, disputada em jogo único, em um campo neutro, entre dois times argentinos: o River Plate, campeão da Taça Libertadores da América de 1996, e o Vélez Sársfield, campeão da Supercopa Libertadores 1996. O Vélez Sársfield sagrou-se campeão em cobranças de pênaltis.

## Participantes
| Clube           | Cidade       | Classificação                                   | Participação |
| --------------- | ------------ | ----------------------------------------------- | ------------ |
| River Plate     | Buenos Aires | Campeão da Copa Libertadores da América de 1996 | 1ª           |
| Vélez Sársfield | Buenos Aires | Campeão da Supercopa Libertadores 1996          | 2ª           |

## Final
| 13 de abril de 1997 | Vélez Sársfield   | 1 – 1     | River Plate         | Kobe Universiade Memorial, Kobe (Japão)                                                  |
|                     | Chilavert 29' (P) | Relatório | Francescoli 83' (P) | Público: 25,000 Árbitro: Jorge Nieves Auxiliares: Solishito Boskoito e Elvieko Berugoshi |

|                                                  |     | Penalidades                           |  |
| Chilavert: Camps: Pandolfi: Zandoná: Pellegrino: | 4–2 | Francescoli: Ayala: Gallardo: Trotta: |  |

| Vélez Sársfield | River Plate |

| VÉLEZ SÁRSFIELD: |  |            |                               |     |
|                  |  |            |                               |     |
| G                |  | Chilavert  |                               |     |
| LD               |  | Zandoná    |                               |     |
| Z                |  | Sotomayor  |                               |     |
| Z                |  | Pellegrino |                               |     |
| LE               |  | Cardozo    |                               |     |
| V                |  | Morigi     |                               | 76' |
| V                |  | Gómez      |                               | 88' |
| M                |  | Husaín     |                               |     |
| M                |  | Bassedas   |                               |     |
| A                |  | Posse      | Penalizado com cartão amarelo |     |
| A                |  | Camps      |                               |     |
| Substituição:    |  |            |                               |     |
| M                |  | Herrera    |                               | 76' |
| A                |  | Pandolfi   |                               | 88' |
| Treinador:       |  |            |                               |     |
| Osvaldo Piazza   |  |            |                               |     |

| RIVER PLATE:     |  |             |                                   |     |
|                  |  |             |                                   |     |
| G                |  | Bonano      | Penalizado · Penalizado · Expulso |     |
| LD               |  | Trotta      |                                   |     |
| Z                |  | Ayala       |                                   |     |
| Z                |  | Berizzo     | Penalizado com cartão amarelo     | 74' |
| LE               |  | Sorín       |                                   |     |
| V                |  | Monserrat   |                                   |     |
| V                |  | Astrada     |                                   |     |
| M                |  | Maisterra   |                                   | 28' |
| M                |  | Berti       |                                   | 60' |
| A                |  | Francescoli |                                   |     |
| A                |  | Julio Cruz  |                                   |     |
| Substituição:    |  |             |                                   |     |
| G                |  | Burgos      |                                   | 28' |
| M                |  | Gallardo    |                                   | 60' |
| A                |  | Villalba    |                                   | 74' |
| Treinador:       |  |             |                                   |     |
| Ramón Ángel Díaz |  |             |                                   |     |

| Recopa Sul-Americana 1997           |
| ----------------------------------- |
| Vélez Sársfield Campeão (1º título) |